# ماريوس لوكس
ماريوس لوكس (بالألمانية: Marius Laux)‏ هو لاعب كرة قدم ألماني في مركز الوسط، ولد في 7 فبراير 1986 في ليمبورغ آن در لان في ألمانيا. لعب مع كيكرز أوفنباخ ونادي ساربروكن ونادي كولن.

## وصلات خارجية
- ماريوس لوكس على موقع قاعدة بيانات كرة القدم.إي يو (الإنجليزية)
- ماريوس لوكس على موقع بيانات كرة القدم. دي إي (الألمانية)
- ماريوس لوكس على موقع عالم كرة القدم.نت (الإنجليزية)